# Matisia giacomettoi
Matisia giacomettoi är en malvaväxtart som beskrevs av Rafael Romero. Matisia giacomettoi ingår i släktet Matisia och familjen malvaväxter. Inga underarter finns listade i Catalogue of Life.